# Long Island Iced Tea
Long Island Iced Tea je název alkoholického míchaného nápoje pocházejícího z USA. Vzniká tak, že se do vysoké sklenice naleje po malém panáku ginu, rumu, tequily, vodky a Triple secu, doleje se kolou a zamíchá, podává se s ledem a limetkou. Nápoj má 22 % alkoholu a je tak mezi highbally nejsilnější (i když barman ho může na požádání samozřejmě namíchat slabší). Koktejl je pojmenován podle ostrova Long Island a podle toho, že hnědou barvou připomíná čaj. Jeho vznik je nejasný: podle jedné teorie vznikl v dobách prohibice, když bylo nutné alkohol maskovat, aby vypadal jako čaj. Podle jiné verze vytvořil nápoj v roce 1972 barman Robert „Rosebud“ Butt.
Long Island Iced Tea je oblíbený nápoj Marge Simpsonové z kresleného seriálu Simpsonovi.